# Skalka (tvrz, okres Ústí nad Orlicí)
Skalka je zaniklá tvrz, která stávala ve východní části vsi České Libchavy, na ostrohu obtékaném Libchavským potokem. Areál tvrze je dvoudílný, skládá se z předhradí a tvrziště, mezi nimi je příkop. Dnes už není možné poznat, kde bývaly budovy, jen příkop je stále patrný.

## Dějiny hradu
Prvním prokazatelně doloženým majitelem Českých Libchav byl Petr Hrb ze Žamberku v letech 1360-1371. Tvrz je poprvé zmíněna roku 1543, kdy již byla příslušenstvím žampašského panství, které tehdy patřilo Zdenku Žampachovi z Potštejna. Naposledy se jako příslušenství tohoto panství připomíná v roce 1574, potom veškeré zprávy o ní mizí. Zda její zánik souvisí s událostmi třicetileté války nelze jednoznačně doložit.